# Nyikolaj Szemjonovics Leszkov

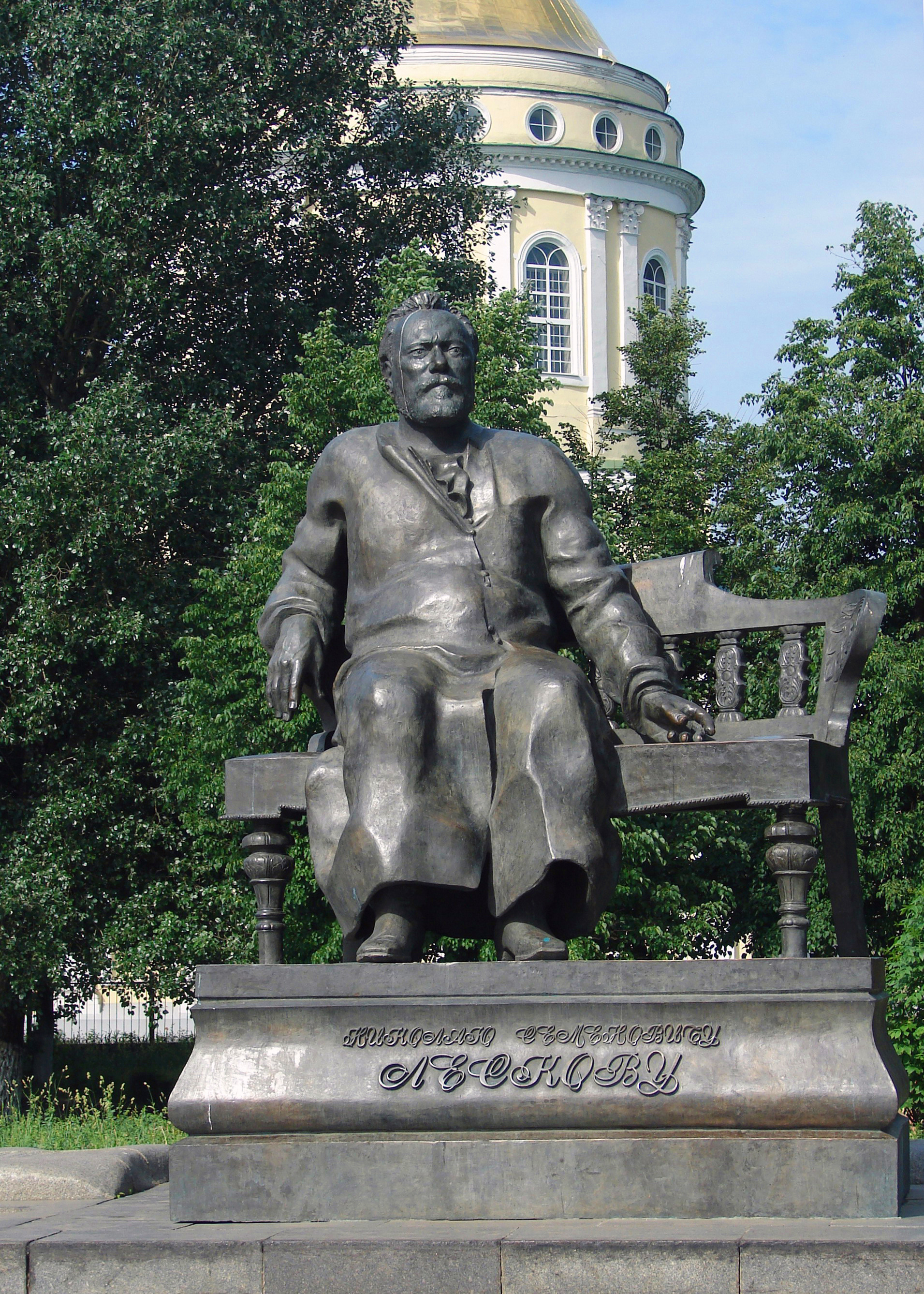
Nyikolaj Szemjonovics Leszkov szobra

Nyikolaj Szemjonovics Leszkov (cirill betűkkel: Николай Семёнович Лесков; Gorohovo, 1831. február 16. – Szentpétervár, 1895. március 5.) orosz író. A realista prózaírás kiváló stílusművésze.
Műveinek esztétikai értékei az orosz írók legkiválóbbjai közé emelik. Kevesen ismerték nála jobban, és jelenítették meg hitelesebben és érzékletesebben a nyugatiak által oly titokzatosnak tartott orosz lelket.
Írói álneve M. Sztyebnyickij volt.

## Élete
Földbirtokos családban, jó körülmények között élt tizenhat éves koráig, ám ekkor szülei halála miatt munkába kellett állnia. Orjolban és Kijevben volt hivatali állása, egyetemre járt, kapcsolatot tartott fenn az ukrán vezető értelmiségiekkel, többek között Tarasz Sevcsenkóval. Hivatali kötelezettségeiből adódóan Oroszország távoli területeire is eljutott, ugyanis parasztok áttelepítésével foglalkozott.  
Szépirodalmi munkássága előtt kereskedelmi, szociológiai kérdéseket tárgyaló írásai publikálásával tette ismertté a nevét. Első, a nép életéből merített novelláiban a jobbágyrendszer bírálata jutott kifejezésre.
Kései, mindinkább szatirikus tónusú műveiben mély élet- és társadalomismerettel adott képet az egyes társadalmi csoportok, elsősorban is a papság, illetőleg a politikát irányító befolyásos rétegek világszemléletéről.
1861-ben Szentpétervárott telepedett le, és ott élt és alkotott haláláig. 

## Munkássága

### AKisvárosi Lady Macbeth, az életmű csúcsa
Legismertebb, balladai tömörséggel és mélységgel megfogalmazott kisregénye a Kisvárosi Lady Macbeth (1865), melyben lélektanilag hitelesen ábrázolja, ahogyan egy, a szerelem nélkül megkötött házasságában fuldokló vidéki kereskedőfeleség szenvedélyre lobban férje segéde iránt, s ezért megöli az apósát, a férjét és annak gyermekkorú unokaöccsét. Katyerinát és a szeretőjét Szibériába száműzik kényszermunkára, amikor azonban a férfi egy új, fiatalabb nő mellé szegődik, Katyerina a vetélytársnőjével együtt önmagát is elpusztítja: egy hídról a jeges folyóba löki a lányt, majd ő maga is a vízbe ugrik.
Ez a száraz tárgyilagossággal elmesélt, mégis minden mondatával a közelgő tragédia baljós atmoszféráját árasztó remekművet az orosz irodalom egyik legdrámaibb alkotásának tartják. Irodalmi értékét sajátos humora mellett az adja meg, hogy Leszkov egyfajta stilisztikai bravúrral a fokozódó szenvedély ábrázolásáról újra meg újra visszavált a semleges, szinte szenvtelen elbeszélői hangra.
Kristó Nagy István, a jeles irodalomtörténész A Világirodalom története című munkájában azt írja a Kisvárosi Lady Macbeth-ről, hogy szaggatott előadásmódja, sodró erejű cselekménye szinte letehetetlenné teszi, s eközben Leszkovtól oly széles perspektívájú társadalomrajzot kapunk, a poshadt levegőjű kisváros léleknyomorító hatásának olyan érzékeltetését, amelyre addig az orosz prózában nem volt példa – sőt, a külföldiben se nagyon.
A Kisvárosi Lady Macbeth-tel kapcsolatban említést érdemel, hogy ezt a kisregényt Dosztojevszkij is igen nagyra tartotta, és leközölte folyóiratában, az Epohában.

### Morális és vallásos aspektusok műveiben
Az akkori történelmi helyzetben nagy figyelmet keltett antinihilista regényeivel (az 1864-ben megjelent Hamis út; az 1871-ben napvilágot látott Gyűlölködők), melyekben a forradalmárfigurákat elvetemült, minden emberi érzésükből kivetkezett erkölcsi hullákként ábrázolta. Ezekért a műveiért a demokrata kritika élesen megbírálta Leszkovot, s utóbb, a szovjet időkben is ideológiai kifogásokat támasztottak vele szemben.  
Nagy hatással volt rá az ókereszténység és az orosz népi vallásosság is, ami műveiben is markánsan megjelent (pl. A lepecsételt angyal). Több művének szereplői szentek, zarándokok, szerzetesek, pravoszláv papok, különféle vallási szekták tagjai a maguk babonáival, fanatikus hitével. Leszkov műveire ugyanakkor nem jellemző valamiféle misztikus elragadtatottság, a csodákról is mindig a földön maradva, a legnagyobb természetességgel ír.  
Egész életében, írói munkásságában foglalkoztatta az ember erkölcsi megújulásának, "nemesebbé válásának" kérdése. Ebben Lev Nyikolajevics Tolsztoj rokona.

## Helye az orosz irodalomban

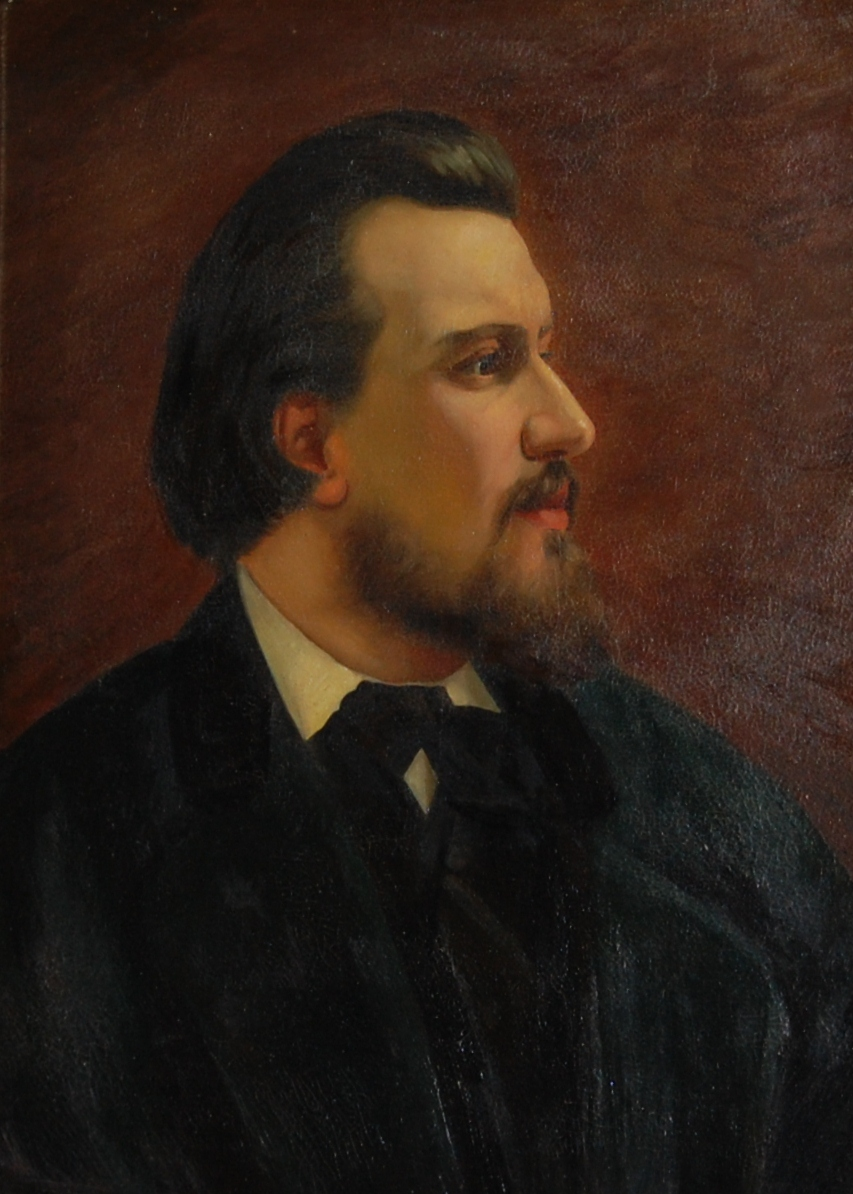
Leszkov portréja

Bizonyos értelemben ő is Gogol köpenyéből bújt ki, akár a többi orosz író. Írásaiban gyakran él a Gogoltól átvett, majd továbbfejlesztett „szkaz” formával. Több ízben használja azt az írói fogást, hogy narrátort vezet be a történetbe, akinek az elbeszélőjétől eltérő stílusa sokkal komplexebbé teszi a szöveget. Életművében úgy érvényesül Gustave Flaubert-nek a történet elmesélésében alkalmazott „szenvedélymentessége”, hogy egyszersmind pusztító, gyilkos szenvedélyek ábrázolására is képes. 
Tolsztoj egy helyütt „valósághű” írónak nevezte, és értetlenségének adott hangot, amiért viszonylag kevesen olvassák.
Anton Pavlovics Csehov nagy tisztelettel adózott Leszkovnak, s nem tagadta, hogy sokat köszönhet neki. Makszim Gorkij nemcsak a legnagyobb orosz írók egyikeként emlegette Leszkovot, de a fiatal szovjet írók lelkére kötötte, hogy gondosan tanulmányozzák szépírói eszköztárát. Figyelmükbe ajánlja, hogy tekintsék példának páratlan érzékenységét az orosz néplélek minden rezdülése iránt.
Hatást gyakorolt Alekszej Mihajlovics Remizovra és Iszaak Babelre. Tőle kaptak ösztönzést a "szkaz" forma újraélesztésére.
Művészetével kapcsolatban általánosan elfogadott vélemény, hogy tősgyökeresen orosz, népi ihletettségű. Sohasem írt olyan regényeket, illetőleg elbeszéléseket, amelyeknek hazáján kívül lett volna a helyszíne. 
A Világirodalmi Lexikon Leszkovról szóló szócikke éppen ennek a jellegzetesen orosz tematikának tulajdonítja, hogy bár Leszkov komoly írói erényekkel rendelkezik (mint például a festőien dús nyelvezet, a hitelesség fölkeltésének képessége, a humor), prózája nem került be kellő mértékben a világirodalom fő áramába.
A fentiek alapján az orosz irodalom aranyszázadának „legoroszabb” jelenségeként jellemezhető.

## Művei
- Nincs menekvés (1864)
- Mellőzöttek (1865)
- Kések élén (1870–71)
- Gyűlölködők (1870–1871)
- Kisvárosi Lady Macbeth (Леди Макбет Мценского уезда) (1865)
- Papi gyülekezet (1872)
- Az elvarázsolt zarándok (1873)
- A lepecsételt angyal (1873)
- A balkezes (Левша) (1881)

### Feldolgozások
- Dmitrij Sosztakovics, szovjet-orosz zeneszerző operát írt a bűn és bűnhődés témáját feldolgozó Kisvárosi Lady Macbethből Katyerina Izmajlova címmel.

A komponista a Szovjet művészet 1932. októberi számában így számolt be arról, mi fogta meg őt Leszkov kisregényében: „Leszkov írása valósággal mellbe vágja az olvasót hallatlan világosságával és tömörségével, a forradalom előtti Oroszország nyomorúságos körülményei között sínylődő, eszes, nagyra hivatott asszony sorsának mélységesen őszinte, tragikus ábrázolásával”.
Az elkészült operát maga Sztálin is megtekintette, és a Pravda hasábjain éles szavakkal elítélte Zene helyett hangzavar címmel megjelent cikkében. Ezzel gyakorlatilag betiltotta. (A Magyar Állami Operaház 1965-ben mutatta be először a Sosztakovics-operát, majd 2005-ben ismét műsorra tűzték, Vidnyánszky Attila rendezésében.)
Sosztakovics az eredeti Leszkov-művel szemben úgy komponálta meg zenéjét, hogy a környezettel szemben mély ellenérzést, a több gyilkosságot is elkövető szerelmes nő iránt pedig rokonszenvet keltsen. A bemutató ellentmondásos fogadtatása az opera állítólagos „formalizmusa” mellett minden bizonnyal ennek volt tulajdonítható. Az operából 1966-ban filmet készítettek a világhírű szopránnal, Galina Visnyevszkajával a címszerepben.
- 1989-ben az alapművet – tehát nem az operaverziót – vitték filmre Roman Balajan rendezésében, svájci-szovjet koprodukcióban. Katyerina szerepét Natalja Andrejcsenko formálta meg.

- Andrzej Wajda szintén megfilmesítette a Kisvárosi Lady Macbeth-et 1961-ben.

- A legújabb filmverzió 2016-ban készült el belőle, mikor Florence Pugh-ra bízták az elementáris szenvedélyektől hajtott, a gyilkosságoktól se visszariadó főhősnő szerepét. (rendező: William Oldroyd)[13]

- A Kisvárosi Lady Macbeth történetét a magyar közönség színpadon is megtekinthette. A budapesti Katona József Színház Fullajtár Andreával a címszerepben mutatta be a színpadi adaptációt 1998-ban.[14]

- A Magyar Rádió 1970-ben hangjátékot készített a Kisvárosi Lady Macbeth-ből. Katyerina szerepét Ronyecz Máriára osztották rá, Szergejt pedig Kozák András személyesítette meg.[15]

### Magyarul
- Lyeszkov: Sganarelle; ford. Dobosi Pécsi Mária; Légrády Ny., Bp., 1925
- N. Sz. Ljeszkovː A halhatatlan Golovan. Két elbeszélés; ford. Haiman Hugó; Kner, Gyoma, 1927
- Nikoláj Lyeszkovː A rém. Regény; ford. Moly Tamás; Tolnai, Bp., 1928 (Tolnai regénytára)
- Nikoláj Lyeszkovː A gonosztevő. Regény; ford. Moly Tamás; Tolnai, Bp., 1929 (Tolnai regénytára)
- Az elvarázsolt zarándok. Regény, 1-2.; Tolnai, Bp., 1929 (Tolnai regénytára)
- Ljeszkov Nyikoláj Szemjonovicsː A vasakarat; ford. Gáspár Endre; Franklin, Bp., 1948 (Külföldi regényírók)
- Nyikolaj Ljeszkovː Az elvarázsolt zarándok. Regény; ford. Moly Tamás; Révai, Bp., 1949 (Révai könyvtár)
- Vasakarat és egyéb elbeszélések; ford. Devecseriné Guthi Erzsébet, Gyöngyi László; Új Magyar Kiadó, Bp., 1952
- Kisvárosi Lady Macbeth; ford. Gyöngyi László; Európa, Bp., 1957
- Kisregények és elbeszélések; utószó Murányi-Kovács Endre, ford. Devecseriné Guthi Erzsébet et al.; Európa, Bp., 1958 (Orosz remekírók)
- Az elvarázsolt zarándok. Regény; utószó Murányi Kovács Endre, ford. Gellért György; Szlovák Szépirodalmi Kiadó, Bratislava, 1959 (Olcsó könyvtár)
- Papi gyülekezet. Regény; utószó Apostol András, ford. Institoris Irén; Európa, Bp., 1965
- Olvasók színháza. Pódiumjátékok; Leszkov et al. elbeszéléseit átdolg. Bicskei Gábor et al.; NPI, Bp., 1971 (Színjátszók kiskönyvtára)
- A lepecsételt angyal. Kisregények és elbeszélések; vál. Katona Erzsébet, utószó Bárány György, ford. Devecseriné Guthi Erzsébet et al.; Európa, Bp., 1979 (A világirodalom remekei)
- A bolha. Mese a tulai kancsal balogról meg az acélbolháról; ford. Devecseriné Guthi Erzsébet; Móra, Bp., 1990